# Gary Chapman

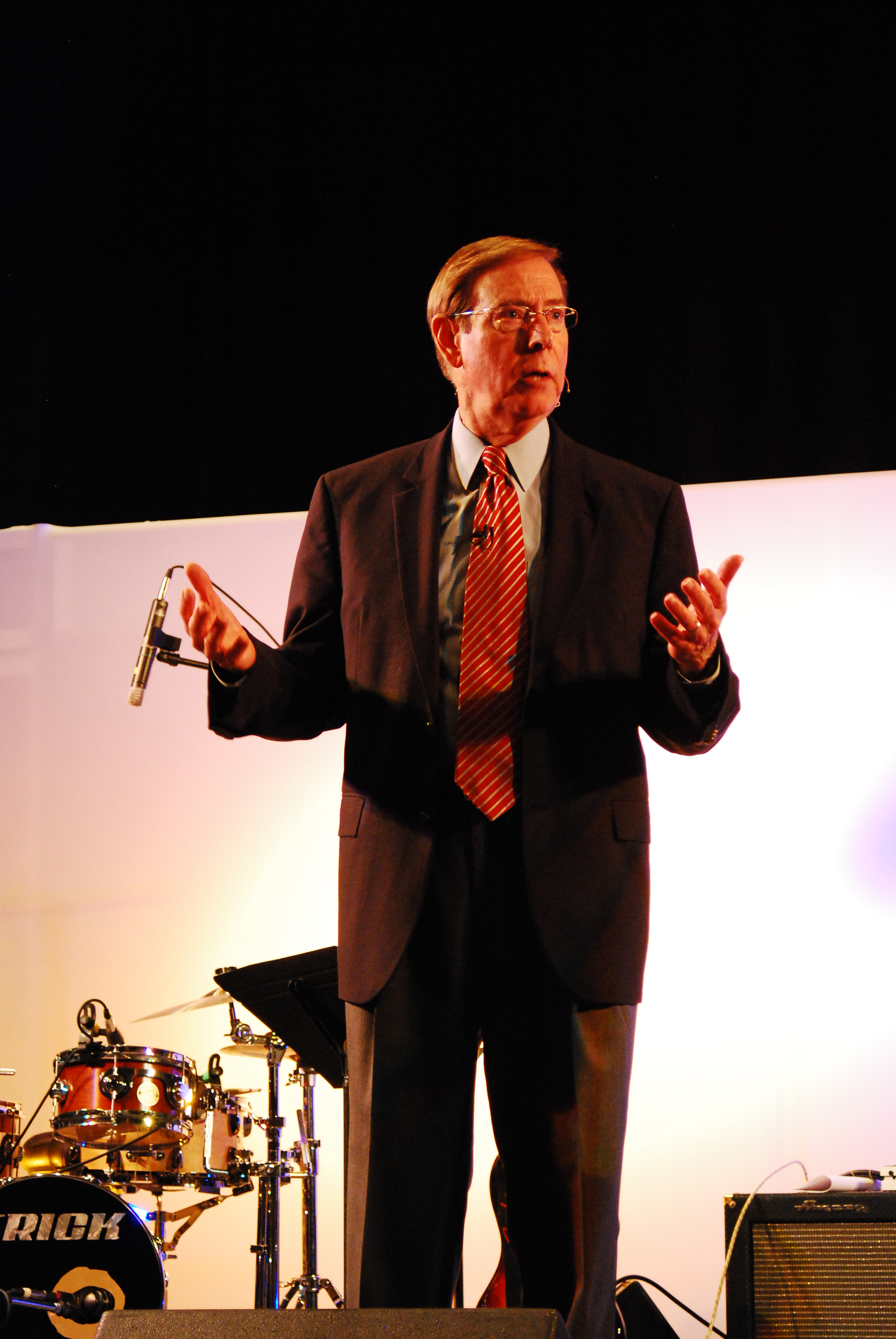
Gary Chapman

Gary Demonte Chapman (* 10. Januar 1938 in China Grove, North Carolina, USA) ist ein US-amerikanischer baptistischer Pastor, Anthropologe, Seelsorger, Paar- und Beziehungsberater und Sachbuchautor. Von ihm stammt das paartherapeutische Konzept der Fünf Sprachen der Liebe, das 1992 erschienen ist, in viele Sprachen übersetzt wurde und weltweit Beachtung gefunden hat.

## Leben
Chapman absolvierte das Moody Bible Institute und schloss ein Studium am Wheaton College westlich von Chicago in Illinois mit dem Bachelor of Arts in Anthropologie ab. An der Wake Forest University erhielt er den Grad Master of Arts, am Southwestern Baptist Theological Seminary die Grade Master of Religious Education (M.R.E.) und Doctor of Philosophy (Ph.D.). Danach hat er an der University of North Carolina und an der Duke University in Durham in North Carolina gearbeitet, um seine Ausbildungen zu komplettieren.
Chapman ist seit 1971 an der Calvary Baptist Church in Winston-Salem in North Carolina als Pastor tätig. An Wochenendseminaren hat er zudem zu Tausenden von Paaren gesprochen. A Love Language Minute (Eine Minute Liebessprache) und Building Relationships with Dr. Gary Chapman (Beziehungen aufbauen mit Dr. Gary Chapman) sind seine Radiosendungen, die von über 400 Radiostationen in den USA ausgestrahlt werden.

## Privates
Chapman ist mit Karolyn J. Chapman verheiratet, sie haben zwei Kinder und wohnen in Winston-Salem.

## Schriften
- mit Ross Campbell: The Five Love Languages of Children. Moody, 1997, ISBN 1-881273-65-2
- mit Randy Southern: The World's Easiest Guide to Family Relationships Northfield Press, 2001, ISBN 978-1-881273-40-0
- Covenant Marriage. Struik, 2001, ISBN 978-0-633-15271-0
- The Five Love Languages: How to Express Heartfelt Commitment to Your Mate (Neuausgabe). Northfield Press, 2002, ISBN 1-881273-10-5
- Everybody Wins: The Chapman Guide to Solving Conflicts without arguing, Tyndale House, 2008, ISBN 978-1-4143-0014-6
- Anger : taming a powerful emotion, Moody, Chicago 2015, ISBN 978-0-8024-1314-7 (Auflage: Reprint 1. Juni 2015)
- mit Jennifer Thomas: The Five Languages of Apology. Moody, 2006, ISBN 1-881273-57-1
- The Love Languages of God. Oasis, 2008, ISBN 978-1-59859-395-2 (Audio)
- The Heart of the Five Love Languages. Ingram, 2008, ISBN 978-1-881273-80-6
- Love as a Way of Life. Hodder & Stoughton, 2009, ISBN 978-0-340-96432-3
- Love is a Verb: Stories of What Happens When Love Comes Alive Bethany House. 2009, ISBN 978-0-7642-0760-0
- The 5 Love Languages: The Secret to Love That Lasts. Northfield Press, 2010, ISBN 978-0-8024-7315-8
- mit Paul White: The 5 Languages of Appreciation in the Workplace. Northfield Press, 2011, ISBN 0-8024-6198-0
- Married and still loving it. The Joys and Challenges of the Second. Moody Publishers, 2016, ISBN 978-0-8024-1292-8

### Deutsche Ausgaben
- Die fünf Sprachen der Liebe. Wie Kommunikation in der Ehe gelingt. Francke, Marburg 2010, ISBN 978-3-86122-126-5 (8. Auflage)
- Die fünf Sprachen der Liebe. Für Singles. Francke, Marburg 2005, ISBN 3-86122-736-3
- Mit Ross Campbell: Die fünf Sprachen der Liebe für Kinder. Wie Kinder Liebe ausdrücken und empfangen. Francke, Marburg 2008, ISBN 978-3-86122-335-1 (15. Auflage)
- Die fünf Sprachen der Liebe für Teenager. Francke, Marburg 2008, ISBN 978-3-86122-488-4 (5. Auflage)
- Unsere Ehe – Spiegel seiner Liebe. Francke, Marburg 2008, ISBN 978-3-86122-708-3 (2. Auflage)
- Liebe als Weg: Wie die sieben Qualitäten der Liebe unser Leben verändern. Arkana, 2008. ISBN 978-3-442-33815-3 (Neuauflage unter: Das Herzstück der fünf Sprachen der Liebe. Francke, Marburg 2009, ISBN 978-3-86827-040-2)
- Mit der Kraft der Liebe. 90 Andachten für Menschen, die über sich hinauswachsen wollen. Francke, Marburg 2009, ISBN 978-3-86827-116-4
- Everybody Wins, German: Streithähne & Turteltauben: An Konflikten reifen, Francke, Marburg 2008, ISBN 978-3-86827-041-9
- Die andere Seite der Liebe. Ärger, Wut und Zorn: Wie „negative“ Gefühle zur positiven Kraft werden, Brunnen, Giessen  2012, ISBN 978-3-7655-4149-0 (4. Auflage, 1. Taschenbuchauflage)
- Mit Jennifer Thomas: Die fünf Sprachen des Verzeihens. Die Kunst, wieder zueinander zu finden. Francke, Marburg 2010, ISBN 978-3-86827-134-8
- Die fünf Sprachen der Mitarbeitermotivation. Francke, Marburg 2013, ISBN 978-3-86827-381-6.
- Mit Randy Southern: Die fünf Sprachen der Liebe für Familien. Francke, Marburg 2015, ISBN 978-3-86827-255-0
- Die fünf Sprachen der Liebe Gottes. Brunnen, Giessen 2015, ISBN 978-3-7655-4147-6 (4. Auflage)
- mit Harold Myra: Liebe in den besten Jahren. Wie Ihre Ehe glücklich bleibt, Francke, Marburg an der Lahn 2017, ISBN 978-3-86827-687-9.
- Gary Chapman: Die Autobiografie. Wie die 5 Sprachen der Liebe mein Leben prägten, Francke, Marburg an der Lahn 2022, ISBN 978-3-96362-296-0.